# Jadranski klobučić
Jadranski klobučić (Acetabularia acetabulum), vrsta zelene alge (Chlorophyta) iz porodice Polyphysaceae koja je zbog svojih vidljivo izraženih radijalnih rebara na bijelom klobuku nalik gljivi ili kišobranu i dobila naziv jadranski klobučić ili jadranski kišobrančić. Tipična je vrsta roda Acetabularia.

## Raprostranjenost
Sredozemlje i Jadransko more.

## Opis
Jadranski klobuk se sastoji od tri dijela, rizoid koji nalikuje na skup kratkih korijena, duge peteljke i klobučića na vrhu. 
Peteljka je dužine 8 – 10 cm visine a kada dosegne svoju punu veličinu počinje stvarati klobučić promjera do 10 mm. koji nakon kalcifikacije postaje bjelkast ili svijetlozelen. Razlog tomu je taj da alga sadrži vapnenac (kalcijev karbonat)

## Rasplod
Klobučići se razvijaju u kasno proljeće a u njemu se razvijaju gamete koje se krajem ljeta oslobađaju u moru. Muške i ženske gamete nalaze se u moru spajaju u nove stanice i padaju na dno gdje se pričvršćuju uz kamenu podlogu;  peteljka opstaje tijekom cijele godine.
Cijela je alga jedna stanica zbog čega je čest predmet eksperimenata Genetičara.

## Sinonimi
- Madrepora acetabulum Linnaeus 1758
- Tubularia acetabulum (Linnaeus) Linnaeus 1767
- Corallina androsace Pallas 1766
- Olivia androsace (Pallas) Bertoloni 1810
- Acetabularia mediterranea J.V.Lamouroux 1816
- Acetabulum mediterraneum Lamarck 1816
- Olivia adrosace Bertoloni 1819
- Acetabularia integra J.V.Lamouroux 1821

## Vanjske poveznice
|  | Zajednički poslužitelj ima još gradiva o temi Acetabularia acetabulum |
|  | Wikivrste imaju podatke o taksonu Acetabularia acetabulum             |